# Michael Fora
Michael Fora (* 30. října 1995, Giubiasco) je švýcarský lední hokejista, obránce. Od roku 2022 je hráčem klubu HC Davos, který hraje nejvyšší švýcarskou soutěž. Tu si zahrál i za HC Ambrì–Piotta. Krátce působil i v zámoří, ve WHL v dresu Kamloops Blazers a v AHL v klubu Charlotte Checkers. Se švýcarskou reprezentací získal stříbrnou medaili na mistrovství světa v roce 2018 a na mistrovství světa v Česku roku 2024. Hrál i na MS 2019 (8. místo), MS 2022 (5. místo), MS 2023 (5. místo). Zúčastnil se též olympijských her v Pekingu roku 2022 (8. místo).